# Ophiocten
Ophiocten is een geslacht van slangsterren uit de familie Ophiuridae. De wetenschappelijke naam van het geslacht werd in 1855 voorgesteld door Christian Frederik Lütken.

## Soorten
- Ophiocten abyssicola (Forbes, 1843)
- Ophiocten affinis (Lütken, 1858)
- Ophiocten amitinum Lyman, 1878
- Ophiocten banzarei Madsen, 1967
- Ophiocten bellefourchensis Whitfield & Hovey, 1906 †
- Ophiocten bisquamatum Mortensen, 1936
- Ophiocten carinatum Hertz, 1926
- Ophiocten centobi Paterson, Tyler & Gage, 1982
- Ophiocten cryptum McKnight, 2003
- Ophiocten culveri May, 1924
- Ophiocten doederleini Hertz, 1926
- Ophiocten dubium Koehler, 1900
- Ophiocten gracile (G.O. Sars, 1871)
- Ophiocten hastatum Lyman, 1878
- Ophiocten ludwigi Koehler, 1908
- Ophiocten lymanni (Studer, 1882)
- Ophiocten megaloplax Koehler, 1900
- Ophiocten pallidum Lyman, 1878
- Ophiocten sericeum (Forbes, 1852)
- Ophiocten squamosum A.H. Clark, 1917
- Ophiocten ultimum Hertz, 1926
- Ophiocten umbraticum Lyman, 1878
- Ophiocten yvonnae Jagt, 2000 †